# Раннє християнство

Іхтіо, один з перших християнських символів

Ра́ннє христия́нство — період в історії християнства починаючи із смерті Ісуса Христа (приблизно на початку 30-х років I століття) до Першого Вселенського Собору в Нікеї (325 р.). Іноді термін «раннє християнство» вживається в більш вузькому сенсі християнства апостольського століття. Більшість з них були юдео-християнами.
Християнство виникло в римській провінції Юдея в I столітті н. е. В його основі лежали віра в Ісуса Христа і євангельська діяльність його учнів.

## Основні події

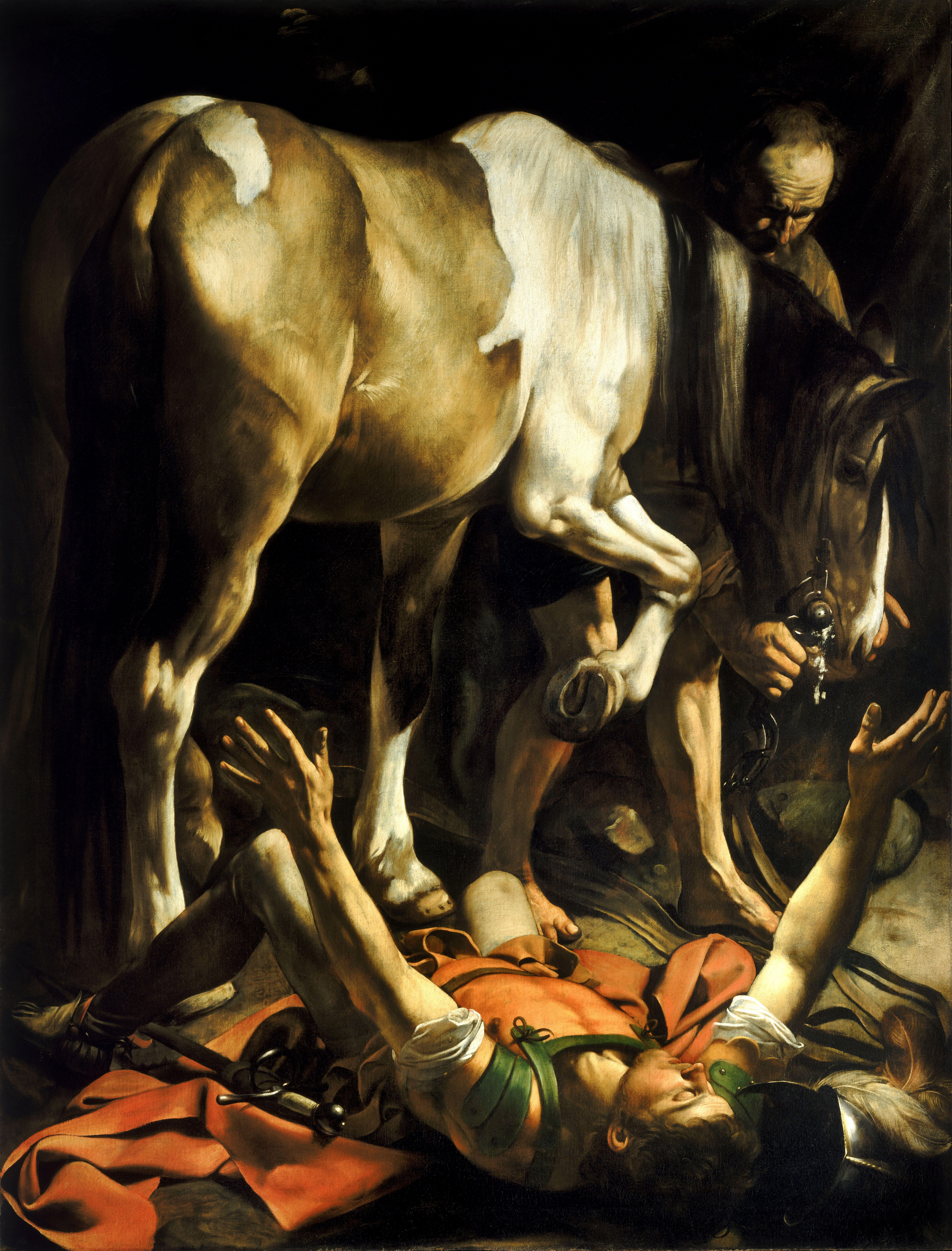
Навернення Савла на шляху в Дамаск (1601), Караваджо

27—30 рр. — діяльність Ісуса Христа.
34—36 рр. — навернення Савла на шляху в Дамаск. Навернення Савла, майбутнього Першоверховного Апостола Павла в християнство.
46 р. — перша апостольська подорож Апостола Павла.
60—61 рр. — подорож Апостола Павла в Рим
64 — пожежа в Римі. Звинувачення християн Нероном
66—70 роки — Перша юдейська війна. Зруйнування Єрусалима.
81—96 рр. — приблизний час написання Одкровення І.Богослова
200 р. — Осроена стала першою державою, де християнство стало офіційною релігією
202 р. — перші закони проти християн при Семптімії Севері
249—251 — гоніння при імператорі Деції. Масові зречення в Олександрії, Карфагені, Смирні. У Римі помер папа Фабіан і його кафедра пустувала цілих 14 місяців.
257—260 — гоніння при Валеріані.
272 — гоніння при Авреліані
301 — християнізація Вірменії
24 січня 303 — 313 — Великі гоніння за Діоклетіана і Галерія.
313 — Міланський едикт як результат політичної домовленості двох імператорів Костянтина Великого та Ліцинія, яким проголошувалась релігійна терпимість на території Римської імперії. Частина єпископів на чолі з Донатом не визнають примирення та відокремлюються (Донатизм).
Арльський собор (314)

## Гоніння на християн
Переслідування за віру фарисеями та римлянами (Гоніння на християн у Римській імперії).

## Зв'язок з юдаїзмом
Виділення християнства як особливої, відмінної від юдаїзму, релігії супроводжувалася конфліктами, які супроводжувались протягом кількох десятиліть як з традиційним юдаїзмом того часу, так і всередині самої християнської громади. Безсумнівно схожість деяких ідей, вірувань та культових практик раннього християнства та сучасних йому апокаліптичних течій в палестинському юдаїзмі, таких як ессени. Тим не менш, прямий зв'язок перших християн з громадами, подібними до Ессенів, залишається недоведеним. Серед дослідників немає також єдиної точки зору на те, якою мірою ранньохристиянська проповідь відтворює керигми Самого Ісуса.